# Легенда о љубави Пераштанке Катице Калфић и француског војника
Легенда о љубави Пераштанке Катице Калфић и француског војника је традиционална народна прича о трагичној Перашкој љубави и једна од најпознатијих легенди Боке Которске.
Легенда је заштићена као нематеријално културно добро Црне Горе.
Управа за заштиту културних добара је у процесу процене нематеријалних добара са потенцијалним културним вредностима, израдила елаборате и донела решења о утврђивању статуса културно добро, као и листе добара. На почетнј листи која је формирана 2013. године нашло се шест добара, а на проширеној до данас још тринаест међу којима је и Легенда о љубави Пераштанке Катице Калфић и француског војника.

## О легенди
Легенда се преноси више од два века „од уста до уста” и тако траје до данас. Прича је о девојци Катици Калфић која је живела у Перасту и француског војника Анте Словића који је служио на острву Свети Ђорђе.

### Легенда
Прича почиње 1813. године када је Бока Которска окупирана од стране Француза. На острву Свети Ђорђе које се налази у Бококоторском заливу у артиљеријској јединици служио је млади официр, Далматинац са острва Цреса Анте Словић. Шетајући се перашком улицама спазио је девојку и одмах се заљубио. Перашка лепотица је младом официру узвратила љубав. Веровали су и надали се да ће након завршетка рата живети заједно и срећно и нису ни слутили несрећу која је надолазила.
Пераштани су се побунили против поступака француске војске и освојили су тврђаву Свети Криж те на њу истакли аустријску заставу. Као одговор на то, француски заповедник је наредио да се на град пуца из топова који су се налазили на острву Свети Ђорђе. Први плотун је испалио француски официр Анте Словић. Пераштани су као знак за прекид ватре истакли белу заставу.
Анте је затим завеслао према Перасту, хитајући улицама ка кући своје драге Катице. Затекао ју је како  лежи у постељи мртва. Речено му је да је убијена топовском гранатом. Људи ни слутили нису да је управо он ненамерни убица, већ су га сажаљевали због губитка.
Следећег дана, по обичају, погребна поворка је направила круг по граду и дошла до обале, одакле се запутила баркама до острва Светог Ђорђа – острва мртвих где се налази локално гробље Пераста.
У једној од тих барки на испраћају на вечни починак девојке Катице је био и Анте Словић. Тада је одлучио да скине војничку униформу и постане чувар гроба своје драге Катице, и да остатак живота проведе у порушеном самостану Светог Ђорђа. Као једини становник острва мртвих Анте се заредио и постао фра Фране.
Недуго после тога Французи су напустили Боку, али стигли су Енглези као нови окупатори острва. Чули су причу о овом пустињаку те га нису дирали. Пошто им је требало за опсаду Котора, Енглези су са острва однели муницију и топове и међу тим топовима је био и онај из ког је фра Фране усмртио вољену Катицу. На њему је уцртао црни крст.
Пролазиле су године, фра Фране је живео на острву сам и чувао гробове. На острво су долазили Пераштани обилазећи гробове својих покојних, као и гроб Катице Калфић, а Фра Франу је посећивао Вицко Музаревић ради обављања својих свештеничких дужности.
На Катицином гробу увек је било цвећа и горела је свећа. Пераштани су једне ноћи приметили да се не види светлост свеће са Аничиног гроба. То је било први пут од њене смрти и ујутру су се зпутили ка отоку. Поред Катичиног гроба нашли су фра Франу мртвог. У руци су му нашли цедуљу са поруком у којој је писало да жели да га сахране крај Катице. Фра Франи су Пераштани испунили жељу и сахранили га уз вољену Катицу. Уз зид цркве је гроб на коме нема натписа, изнад којег су два чемпреса који се наслањају један на други и у висини спајају.